# مقیاس شدت لرزه‌ای مرکز هواشناسی ژاپن

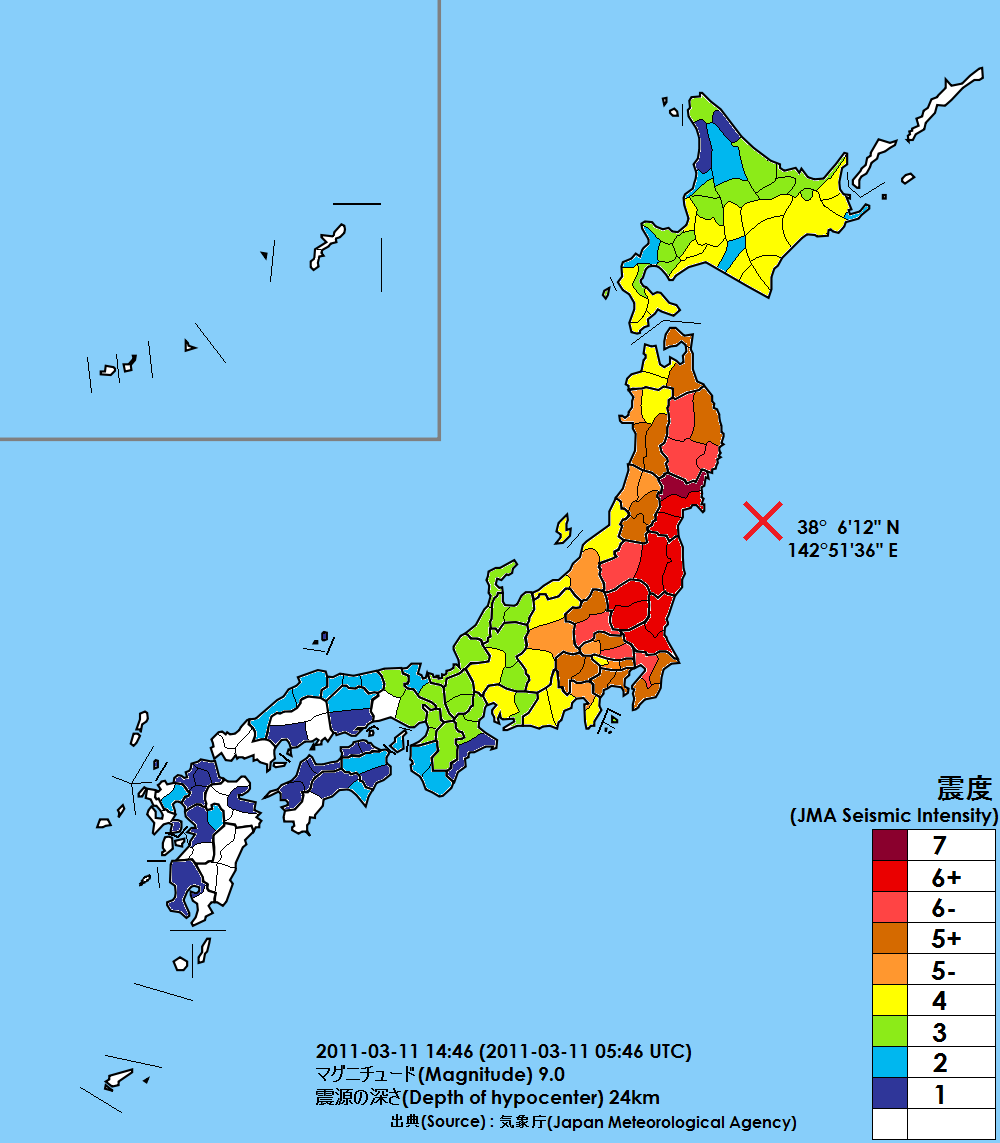
درجه‌بندی مناطق پرخطر ژاپن طبق آمار مرکز هواشناسی ژاپن بر پایه مقیاس شیندو

مقیاس شدت لرزه‌ای مرکز هواشناسی ژاپن یا به اختصار مقیاس شیندو (به ژاپنی: 震度)، مقیاس مرکز هواشناسی ژاپن (気象庁، JMA) برای اندازه‌گیری شدت زمین‌لرزه است و تنها در کشور ژاپن از آن استفاده می‌شود. در گذشته برای مدتی از این مقیاس در کشورهای کره جنوبی و تایوان نیز استفاده می‌شده‌است. شیندو به معنای درجه لرزش است و برخلاف مقیاس بزرگای گشتاوری که بزرگی زمین‌لرزه را اندازه گرفته و با یک عدد واحد نمایش می‌دهد، شیندو میزان تکان‌ها را در یک نقطه از سطح زمین مشخص می‌کند. از این رو در مقیاس شیندو، مقدار زمین‌لرزه از جایی به جای دیگر متفاوت بوده و می‌تواند در نقاطی نزدیک به هم نیز به صورت «۴ شیندو در توکیو، ۳ شیندو در یوکوهاما و ۲ شیندو در شیزوئوکا» توصیف شود.
گاه مقیاس مرکالی و شیندو با هم به کار می‌روند که البته چندان معمول نیست. شیندو یا مقیاس JMA با اعداد صفر تا ۷ نمایش داده می‌شود که عدد هفت نمایان‌گر شدیدترین لرزش است. عددهای ۵ و ۶ به دو درجه ضعیف و قوی تقسیم می‌شود.
مقیاس شیندو بعد از زمین‌لرزه بزرگ هانشین (زلزله بزرگ کوبه) در ژاپن بدون تغییری در سامانه اندازه‌گیری‌های آن به کار برده می‌شود. اطلاعات مورد نیاز برای محاسبه شدت زلزله از ۶۷۰ ایستگاه لرزه‌نگاری جمع‌آوری می‌شود. این ایستگاه‌ها از شتاب‌سنج‌های حرکتی بسیار حساس بهره می‌جویند که با نام مصطلح مدل ۹۵ مشهور هستند.

## اندازه‌گیری با مقیاس شیندو
| درجه‌بندی شیندو |
| ۰              |
| ۱              |
| ۲              |
| ۳              |
| ۴              |
| ۵ضعیف          |
| ۵قوی           |
| ۶ضعیف          |
| ۶قوی           |
| ۷              |
| -------------- |